# 道重さゆみ
道重 さゆみ（みちしげ さゆみ、1989年〈平成元年〉7月13日 - ）は、日本の元歌手、元ファッションモデル、元タレント。女性アイドルグループモーニング娘。の元メンバー（6期）で、8代目リーダーおよびハロー!プロジェクトの4代目リーダーを務めた。山口県宇部市出身。ジェイピィールームに所属していた。
2025年（令和7年）8月14日をもって芸能界を引退した。

## 略歴
2002年（平成14年）
- 12月 - 翌年1月19日の「モーニング娘。LOVEオーディション2002」において応募総数約1万4千人の中から亀井絵里、田中れいなと共に合格。

2003年（平成15年）
- 1月19日、モーニング娘。に6期メンバーとして加入。
- 3月・5月、オーディション組の6期メンバー3名にてファンクラブ限定握手会を東京国際展示場（東京ビッグサイト）などで開催。
- 5月4日、モーニング娘。ライブツアー2003年春さいたまスーパーアリーナ公演にてステージデビュー。
- 7月30日、モーニング娘。19thシングル「シャボン玉」でCDデビュー。
- 9月18日、モーニング娘。おとめ組に加入。
- 10月7日、ソロとしては初のレギュラー番組『Mの黙示録』に出演開始。
- 12月31日、第54回NHK紅白歌合戦に初出演。同年齢の田中れいなとともに、平成生まれとしては史上初の紅白出演を果たす。

2004年（平成16年）
- 2月21日、『星砂の島、私の島〜ISLAND DREAMIN'〜』で初の映画出演。
- 5月29日、『HELP!!熱っちぃ地球を冷ますんだっ。』で初の舞台出演。
- 6月19日、石川梨華とエコモニ。を結成。6月19日・20日、幕張メッセ（千葉県千葉市美浜区）で開催された『モーニング娘。“熱っちぃ地球を冷ますんだっ。”文化祭2004』に出演。「HELP!!〜エコモニ。の熱っちぃ地球を冷ますんだっ。〜」を初披露した。
- 12月23日、劇場版『劇場版とっとこハム太郎はむはむぱらだいちゅ! ハム太郎とふしぎのオニの絵本塔』で初の声優出演。

2005年（平成17年）
- 5月6日、7期メンバー久住小春の教育係を担当。

2006年（平成18年）
- 1月、ハロー!プロジェクトのキックベースボールチーム「メトロラビッツH.P.」に入団。
- 10月5日、CBCラジオ『ハイパーナイト モーニング娘。道重さゆみの今夜も♥うさちゃんピース』がスタート。

2007年（平成19年）
- 6月9日より、MBSラジオ『MBSヤングタウン土曜日』にレギュラーパーソナリティとして出演。

2010年（平成22年）
- 2月9日、GREEにて公式ブログを開始[8]。
- 4月22日、地上波のレギュラー番組としてTBS（関東ローカル）で『あいまいナ!』開始。
- 8月21日、アニマックスで『ボイスパワー2010〜あなたに響け!あの声、あの歌、あのセリフ〜』のメイン司会を務める。
- 12月15日、ブログ開始から約10か月で1億アクセスを突破[9]。

2011年（平成23年）
- 4月23日、TBS（関東ローカル）にて『あいまいナ!』の同枠後番組『ザキ神っ! 〜ザキヤマさんとゆかいな仲間たち〜』に継続レギュラー出演。
- 8月15日、オンラインゲーム『ドラゴンネスト』のハロリ役に抜擢され記者会見。
- 10月6日、Ustream番組「道重さゆみの『モベキマスってなに??』」で初のメインMCを務める。
- 10月27日、初のセルフプロデュース写真集『道重さゆみ写真集『Sayuminglandoll』』発売[10]。

2012年（平成24年）
- 1月11日、日本テレビ系列の連続ドラマ『数学♥女子学園』にて田中れいなとともに初の主演を務める。
- 2月14日、サンリオの人気キャラクター「シナモロール」の誕生10周年を記念し、自身の作品「さゆうさ」と「シナモロール×道重さゆみ」のコラボレーション商品をプロデュース発売。
- 5月18日、日本武道館で開催された『モーニング娘。コンサートツアー2012春 〜ウルトラスマート〜 新垣里沙・光井愛佳 卒業スペシャル』にてモーニング娘。第8代目リーダーに就任することが発表された[11][12]。
- 5月19日、モーニング娘。第8代目リーダーに就任。
- 10月10日、アメーバブログで『道重さゆみオフィシャルブログ「サユミンランドール」』を開始[13]。
- 11月28日、吉野家新商品発表会の記者会見を行い、スギちゃんと共に『焼鳥つくね丼』の販売促進PRをした。

2013年（平成25年）
- 1月30日、52ndシングル「Help me!!」で、モーニング娘。のリーダーに就任後初めてオリコンチャート週間1位を獲得。
- 2月2日、吉野家東京西五反田一丁目店にて『焼鳥つくね丼大ヒット感謝ファンイベント』を開催。そのイベント中、一日店長を務める。
- 2月7日、『ドラゴンネスト』のCMに出演。ソロ名義のCM出演は初。
- 2月17日、9冊目の写真集『美ルフィーユ』を発売[14]。文教堂書店渋谷店とイオンモールKYOTOで握手会を開催。
- 8月1日、道重さゆみプロデュース「ハロリのいちごシフォンケーキ」を、銀座コージーコーナーとコラボし、全国のコージーコーナー（約400店舗）で販売（販売期間：8月2日 - 29日）。
- 10月12日、自身のモーニング娘。在籍期間が3919日となり、前日まで在籍期間第1位だった新垣里沙を抜き単独1位となった[15][16]。

2014年（平成26年）
- 1月1日、自身のモーニング娘。在籍日数が4000日となり、モーニング娘。歴代メンバー史上初の4000日越えの在籍メンバーとなった[17]。
- 4月29日、地元山口県の周南市文化会館で行われたコンサートにおいて、9月から行われる秋ツアーの最終日をもってモーニング娘。ならびにハロー!プロジェクトを卒業することを発表した[18][19][20][21][22]。
- 5月24日、川口リリアホール公演（昼公演）において、モーニング娘。史上初の単独コンサートツアー700公演目の出演を記録[23]。
- 5月30日、道重がカメラマンとして撮影した写真集『モーニング娘。'14写真集『ミチシゲカメラ'13-'14』』発売[24]。
- 6月14日、舞浜アンフィシアターにて開催された『MTV Video Music Awards Japan 2014』において、MCを務める。
- 7月13日、25歳の誕生日に「道重さゆみパーソナルブック『Sayu』」を発売[25]。
- 11月26日、同日の公演をもってモーニング娘。'14[注 2]およびハロー!プロジェクトを卒業[26][27]。卒業後は芸能活動を無期限休止[28][29]。
  - 卒業セレモニーでは従来の手紙を読む形式ではなく、直接観客に語りかける形式をとった[30][31]。また、本番で足を故障したが、それに耐えてのパフォーマンスとなった[30][31]。

2015年（平成27年）
- 2月25日、道重撮影の第2弾となる写真集『モーニング娘。'14写真集『ミチシゲカメラ2〜'14graduation〜』』発売[32]。

2016年（平成28年）
- 10月2日、およそ1年10か月ぶりに自身のブログを更新[33][34][35]。
- 11月26日、翌2017年春頃に芸能活動の“再生＝再開”をすることを発表[36][37][3]。
- 12月26日、M-line clubへの加入が発表された[38]。

2017年（平成29年）
- 1月27日、3月19日から丸の内COTTON CLUBにて開催される『SAYUMINGLANDOLL〜再生〜』で芸能活動を再開することを発表[39]。
- 3月17日、2年4か月ぶりに自身のブログで近影を公開[40]。
- 3月18日、MBSラジオ『MBSヤングタウン土曜日』に出演し、正式に芸能活動を再開[41]。
- 3月19日、『SAYUMINGLANDOLL〜再生〜』が開幕[42][43]。当初は4月2日までの予定だったが、応募が殺到し、COTTON CLUBで4月10日から16日、大阪STUDIO PARTITAで5月17日から21日、再びCOTTON CLUBで7月4日から8日までの公演が追加され、計51公演が行われた。
- 7月13日、Instagramを開始[44]。

2018年（平成30年）
- 7月13日、3年9か月ぶりに写真集『DREAM』を発売[45]。

2019年（令和元年）
- 7月10日、Twitterを開始[46]。

2023年（令和5年）
- 1月1日、長らく所属したアップフロントプロモーションからジェイピィールームに所属先を移籍した。
- 12月27日、医師から「強迫性障害」との診断を受け、一部の活動を制限することが発表された[47]。

2025年（令和7年）
- 1月19日、同年夏に開催予定のコンサートツアーの最終日（8月14日）をもって芸能界を引退することを発表[5][6]。
- 8月14日、東京・Zepp Diver Cityにて開催されたコンサート「SAYUMINGLANDOLL～SAMSALA～」を以て通算22年半に渡る芸能活動を終了し、芸能界を引退した[7]。

## 人物
- 愛称は、さゆ[48]、さゆみん[48]、ちゃゆ[49]、しげさん[50]など。イメージカラーはピンク[51]。
- 血液型A型[1]。身長160.4 cm[1]。
- テレビ露出が増えるにつれ毒舌[52]とナルシストさをより前面に押し出すようになる[53]。またぶりっ子ともいわれている[54]。その反面、非常に精神的にナイーブな部分も持ち合わせている[55]。
- 性格について本人は「素はガチで暗い」[56]、「本当の本当の性格は暗い。外出せずに家でパソコンばかりやっている」[57]という評価をしている。
- 歌が苦手で、音程の存在も知らなかった[58]。モーニング娘。の楽曲ではソロパートを持つ機会が少なく、道重自身もその事を嘆いていた[59][60]。
- 座右の銘は「感謝の気持を忘れずに」。以前は「くるもの拒まず」だったが、「それを貫こうとするあまり、周囲を気遣う余裕を失い自己嫌悪に陥った。頑張り過ぎないことを覚えて、周りへの感謝の気持ちも自然と出てきた」という[61]。

### 家族・親族
- 家族は両親と兄、姉[1]。オーディション合格と同時に母親と上京[2]。
- 放課後プリンセスの道重佐保は再従妹に当たる[62]。
- 浄土宗僧侶で、増上寺第79代法主・道重信教は高祖父（祖父の祖父）の弟[63][64]。

### ハロー!プロジェクト
- デビュー前は後藤真希、高橋愛に憧れていた[65][66]。
  - モーニング娘。としてデビューした後も、自分の部屋にモーニング娘。や小倉優子のポスターを貼っていた。小倉優子は最も尊敬するアイドルであると公言している[67]。
  - Berryz工房、Perfume、スマイレージ（現・アンジュルム）（特に元メンバーだった前田憂佳）などもお気に入りで、度々自身のラジオ番組などで話題があがる。同じハロー!プロジェクトのBerryz工房はもとより、Perfumeに関してもライブに招待され東京ドーム公演を観賞した[67]。
  - Berryz工房メンバーの中でも、菅谷梨沙子とはメールのやり取りをするほどの親交がある[68]。また、嗣永桃子とも仲が良い[要出典]。
  - ネットアイドルのベッキー・クルーエルと、2010年2月、雑誌『FLASH』の対談で共演を果たす[69][70][71]。ベッキーについて道重は、見た目はもちろん内面的な部分も「可愛いにもほどがある」と絶賛した[72]。ベッキーもモーニング娘。の振り真似をネット上に公開するほどのファンであり[71]、道重と共演した様子を自身のブログに掲載している。
- 2014年11月26日、横浜アリーナでの公演をもってモーニング娘。を卒業。在籍日数は4329日（在籍期間は11年10か月と7日）であり[27]、これは歴代モーニング娘。のメンバーとしては2022年11月10日に同グループ9期メンバーの譜久村聖および生田衣梨奈に更新されるまでは最長の在籍日数となっている。また、それによりモーニング娘。およびハロー!プロジェクトから1980年代生まれのメンバーは全員卒業することとなった。

### 愛称・決めポーズ
- ファンやモーニング娘。の同期や先輩メンバーからは「さゆ」「さゆみん」と呼ばれる。一部の先輩メンバーからは「しげさん（重さん）」「しげちゃん（重ちゃん）」と呼ばれているが、本人は可愛さがないことを理由にこう呼ばれることをあまり好んでいない[50][73]。後輩メンバーの佐藤優樹からは「みにしげさん」と呼ばれることが多い[74]。また、ファンから「ちゃゆ」「ちゃゆううううううう」と呼ばれていることを認識していて[49]、公式グッズの名称にも使用している[75]。
- デビュー当初からピースサインをした両手を頭の上に置き、うさぎの耳のように見せる「うさちゃんピース」が決めポーズであり、トレードマークとなっている[76]。本人は毎月22日を「うさちゃんピースの日」と呼んで記念している[77]。

### 趣味
- 好きな色はピンク[78]。
- シール集めが趣味。色々なものにシールを貼って楽しむ。収集したシールを整理することもある[79]。
- ハヤシライスは本人の得意な料理の一つとして挙げている[80]。
- 好きな漫画は『僕等がいた』[81]、『シュガシュガルーン』[82]、『Paradise Kiss』[83]、『名探偵コナン』[84]など。
- 美容院が苦手である。本人の発言によると美容院の持つ都会的な雰囲気や美容師との世間話が苦手なことがその理由である[85]。
- ミステリー小説など読書が趣味。特に、山田悠介の作品が好きで、『メモリーを消すまで』[86]、『リアル鬼ごっこ』、『キリン』[87]を読了したことを自身のブログで告げた。
- 教科では算数が好き[88]。
- サンリオが大好きで、特にハローキティやシナモロール等の人気キャラクターを愛好している[89]。
- 「セーラ」という姉の飼い猫を溺愛し、たびたび自身のブログに写真を載せている[90][91][92]。
- 好きなファッションブランドは、BURBERRY BLUE LABELやMILKであり、ブログやパーソナルブック『Sayu』でコーディネートを披露している[93]。

### エピソード
- 「さゆみ」という名前は、道重の父親が当時NHKのアナウンサーだった『堀江さゆみ』の名前から採って名付けた[94][95][96]。
- 小学校時代は根暗で友達がなく、遊び相手はダンゴムシだった。中学校に入ってから「人間の友達ができた」と語り、現在も人見知りが激しく友達は少ない[95]。
- 小学校時代には、エアロビクスの大会で賞を獲ったことがあるほか、ピアノも習っていた[2]。その時の衣装やエアロビクスのレオタードはいまだに捨てずに保管している[97]。
- 真野恵里菜に似ているとよく言われる。あまりにも似ているために母親からも見間違われることがあるという[98]。
- コスプレに興味がある[99]。

### 交友
- モーニング娘。加入前から高橋愛のファンであり、憧れの存在でもあったために加入後も実の姉のように慕っている[100]。
- 明石家さんまとはMBSのラジオ番組『ヤングタウン土曜日』で2007年6月9日より2014年11月22日までレギュラーパーソナリティとして共演していた。
- 芸能界には道重のファンが複数存在する。
  - 柳原可奈子はコンサートを鑑賞し楽屋に差し入れをするほどである[101]。
  - グラビアアイドルの古崎瞳は自身のブログで道重のファンであることを告白し、ライブにもよく訪れていると報告している[102]。
  - 元乃木坂46の高山一実はファンであり、卒業ライブも鑑賞したとブログで告白している[103]。
  - 元AKB48の小嶋陽菜は憧れてるアイドルは? のインタビューで道重の名前を挙げている[104]。
  - 元AKB48・NMB48の市川美織はファンであることを道重本人に直接伝え直筆のメッセージも渡すくらいの熱心なファンである[105]。
  - ロックバンドSCANDALのMAMIは、雑誌『KERA』で対談や道重のブログでも共演。熱心なファンであることで知られる[106]。
  - 元タレントの坂口杏里はモーニング娘。ファンを公言しており、特に道重を推している[107]。
  - 大阪を拠点とするロックバンド「ヤバイTシャツ屋さん」のベース奏者ありぼぼは、道重の熱烈なファンを公言しており、アップフロントの承諾を得てライブやミュージックビデオ等で道重の応援グッズでもあるTシャツを着用している[108]。道重再生ライブでは初対面を果たしている[109]。また、自身のブログを道重の30歳の誕生日に当たる、2019年7月13日に開設した。2023年からはありぼぼとリーダーのこやまたくやからの楽曲提供も始まった[110]。
  - シンガーソングライターの大森靖子は、道重さゆみの熱烈なファンであることを公言している。彼女の曲の「ミッドナイト清純異性交遊」（2013年）は、道重さゆみに対して作った曲である。『SAYUMINGLANDOLL〜再生〜』（2017年）からは楽曲提供するようにもなった。

## 作品

### シングル
|                | 発売日         | タイトル        | 週間最高位 (オリコン) | 備考           |
| UP-FRONT WORKS | UP-FRONT WORKS | UP-FRONT WORKS  | UP-FRONT WORKS        | UP-FRONT WORKS |
| -------------- | -------------- | --------------- | --------------------- | -------------- |
| 1st            | 2025年07月09日 | YES!最幸でしょ♡ | 9位                   |                |

#### コラボレーション
- 絶対彼女 feat. 道重さゆみ - 大森靖子（avex trax）[112]

### デジタルシングル

#### コラボレーション
- BRUH LOVE feat. 道重さゆみ×ゆある - キミョウ ナ カンケイ（KaoruOkuboMusic）[113]

### アルバム
|                | 発売日         | タイトル                            | 週間最高位 (オリコン) | 備考                                                                                    |
| UP-FRONT WORKS | UP-FRONT WORKS | UP-FRONT WORKS                      | UP-FRONT WORKS        | UP-FRONT WORKS                                                                          |
| -------------- | -------------- | ----------------------------------- | --------------------- | --------------------------------------------------------------------------------------- |
| BEST           | 2019年07月24日 | SAYUMINGLANDOLL〜メモリアル〜       | 29位                  | 2019年7月13日 「SAYUMINGLANDOLL〜BIRTHDAY LIVE 2019〜」 @ダイバーシティにて会場先行販売 |
| 1st            | 2021年09月01日 | SAYUMINGLANDOLL〜SAYUTOPIA〜        | 22位                  | 2021年7月16日 「SAYUMINGLANDOLL〜希望〜」 @COTTON CLUBにて会場先行販売                  |
| 2nd            | 2023年02月15日 | SAYUMINGLANDOLL〜サユミミライ〜     | 28位                  |                                                                                         |
| 3rd            | 2024年04月03日 | SAYUMINGLANDOLL〜マインとパンゴー〜 | 19位                  |                                                                                         |

#### コラボレーション
- Night Light feat. 道重さゆみ - Night Tempo（Universal Music）[118]

### サウンドトラック
|                                | 発売日                         | タイトル                                              | 週間最高位 (オリコン)          | 備考                           |
| UP-FRONT WORKS→UP-FRONT INDIES | UP-FRONT WORKS→UP-FRONT INDIES | UP-FRONT WORKS→UP-FRONT INDIES                        | UP-FRONT WORKS→UP-FRONT INDIES | UP-FRONT WORKS→UP-FRONT INDIES |
| ------------------------------ | ------------------------------ | ----------------------------------------------------- | ------------------------------ | ------------------------------ |
| 1st                            | 2017年07月05日                 | 「SAYUMINGLANDOLL〜再生〜」オリジナルサウンドトラック | 222位                          | 2017年4月10日より会場先行販売  |
| 2nd                            | 2018年07月04日                 | SAYUMINGLANDOLL〜宿命〜 オリジナルサウンドトラック    | 157位                          | 2018年4月13日より会場先行販売  |
| 3rd                            | 2018年12月05日                 | SAYUMINGLANDOLL〜東京〜 オリジナルサウンドトラック    | -                              | 2018年11月13日より会場先行販売 |

### 映像作品
- ハロハロ!モーニング娘。6期メンバーDVD（2003年7月16日、zetima） - EPBE-5083[122]
- 17〜ラブハロ!道重さゆみ DVD〜（2007年7月18日、zetima） - EPBE-5257[123]
- LOVE STORY（2008年10月1日、zetima） - EPBE-5304[124]
- 20's time（2009年7月22日、zetima） - EPBE-5345[125]
- さゆ（2010年4月28日、zetima） - EPBE-5375[126]
- ハロハロ! 〜Memories〜 モーニング娘。亀井絵里・道重さゆみ・田中れいな -Making DVD Special Edition-（2010年12月14日、UP-FRONT WORKS） - UFBW-1055[127]、e-LineUP!期間限定販売
- homey（2011年3月20日、UP-FRONT WORKS） - UFBW-1072[128]、e-Hello!（イーハロ）シリーズ、e-LineUP!期間限定販売[129]
- アロハロ!モーニング娘。6期 DVD（2013年1月16日、zetima） - EPBE-5460[130]
- “道重さゆみ写真集「美ルフィーユ」”メイキングDVD〜特別編集版〜（2013年3月22日、UP-FRONT WORKS） - UFBW-2080[131]、e-Hello!（イーハロ）シリーズ、e-LineUP!期間限定販売[132]
- SAYUMI+（2014年11月19日、zetima） - EPBE-5500[133]
- SAYUMINGLANDOLL〜再生〜（2017年12月20日、UP-FRONT WORKS） - UFXW-1010[134]
- SAYUMINGLANDOLL〜宿命〜（2018年10月16日〈会場先行販売〉・11月7日〈一般発売〉、UP-FRONT WORKS） - UFXW-1011[135]
- SAYUMINGLANDOLL〜東京〜（2019年11月3日〈会場先行販売〉・11月20日〈一般発売〉、UP-FRONT WORKS） - UFXW-1012[136]
- SAYUMINGLANDOLL〜BIRTHDAY LIVE 2019〜（2019年11月3日〈会場先行販売〉・11月20日〈一般発売〉、UP-FRONT WORKS） - UFBW-1639[137]
- SAYUMINGLANDOLL〜希望〜（2021年12月15日、UP-FRONT WORKS） - UFXW-1022[138]
- SAYUMINGLANDOLL 〜BIRTHDAY LIVE 2022〜（2023年2月15日、UP-FRONT WORKS） - UFBW-1668[139]
- SAYUMINGLANDOLL～未来～（2023年12月13日、UP-FRONT WORKS） - UFXW-1036[140]

## 出演

### テレビ番組
- ハロー!モーニング。（2003年2月9日 - 2007年4月1日、テレビ東京）
- それゆけ!ゴロッキーズ（2003年9月29日 - 12月26日、テレビ東京）
- Mの黙示録（2003年10月7日 - 2004年9月28日、テレビ朝日）
- 二人ゴト（2004年6月16日 - 25日・7月14日 - 22日、テレビ東京）
- 魔女っ娘。梨華ちゃんのマジカル美勇伝（2004年10月21日 - 12月15日、テレビ東京）
- 娘。ドキュメント2005（2005年1月5日 - 4月1日、テレビ東京）
- 娘DOKYU!（2005年4月5日 - 6月16日・2005年7月4日 - 2006年9月29日、テレビ東京）
- 歌ドキッ! 〜ポップクラシックス〜（2006年10月2日 - 2008年3月28日）
- ハロモニ@（2007年4月8日 - 2008年9月28日、テレビ東京）
- よろセン!（2008年10月6日 - 2009年3月27日、テレビ東京）
- 美女放談（2009年4月3日 - 2010年3月26日、テレビ東京）
- あいまいナ!（2010年4月9日 - 2011年4月15日、TBS）
- 美女学（2010年5月13日 - 2011年4月14日、テレビ東京）
- ボイスパワー2010〜あなたに響け!あの声、あの歌、あのセリフ〜（2010年8月21日・22日、アニマックス） - メイン司会
- ハロプロ!TIME（2011年4月21日 - 2012年5月31日、テレビ東京）
- ザキ神っ! 〜ザキヤマさんとゆかいな仲間たち〜（2011年4月22日 - 9月30日、TBS）
- いきなり!黄金伝説。（2011年11月17日 - 12月15日、テレビ朝日） - 1ヶ月1万円生活
- 数学♥女子学園（2012年1月11日 - 3月28日、日本テレビ） - 主演・立川さゆり 役
- 千原芸能社（2012年1月12日 - 3月29日、関西テレビ）[141]
- モーニング娘。'14 道重さゆみ卒業記念スペシャル スペシャでうさちゃんピース!!!（2014年11月22日、100%ヒッツ!スペースシャワーTVプラス）
- AI・DOLプロジェクト（2019年4月2日 - 11月12日、テレビ東京） - 番組ナレーション[注 3]

### WEBドラマ
- 彼は、妹の恋人（2011年12月25日 - 2012年3月4日、BeeTV） - 星野遥花 役

### ラジオ番組
- 0時のつぶやき→うしみつドキドキ! モーニング娘。道重さゆみの今夜も♥うさちゃんピース（2006年10月5日 - 2014年11月24日、CBCラジオ）
- MBSヤングタウン土曜日（2007年6月9日 - 2014年11月22日・2017年3月18日、MBSラジオ）
- HELLO! DRIVE! -ハロドラ-（2017年10月6日 - 2019年6月28日、Radio NEO） - 金曜日担当
- 20周年モーニング娘。のMBSヤングタウン（2017年12月30日、MBSラジオ）[142] - 矢口真里・吉澤ひとみ・田中れいなと共演
- ホームランドームpresents 道重さゆみ サユミンスペシャル!（2018年12月14日、ラジオ関西）[143] - Lovelysと共演
- 今日は一日“ハロプロ”三昧（2019年8月16日、NHK FM） - ゲスト

ラジオドラマ
- ラジオドラマ ドラマの風「ガール☆ドライバー」（2005年12月4日、MBSラジオ） - 主演・愛 役

### ネット配信
- 第10回ハロプロビデオチャット（2005年5月20日、ハロー!プロジェクト on フレッツ）
- ハロプロアワー#5（2006年4月28日、GyaO） - MC担当
- ハロプロアワー#6（2006年5月12日、GyaO） - MC担当
- 青空シャワー（2006年6月21日、ハロー!プロジェクト on フレッツ）
- ハロプロアワー#15（2006年9月15日、GyaO） - MC担当
- ハロプロアワー#19（2006年11月10日、GyaO）
- オリジナル・ショート・ドラマ 「おじぎ30度」（2006年12月、Dohhh UP!） - 地井ルルカ 役
- 道重さゆみの『モベキマスってなに??』（2011年10月6日 - 11月24日、Ustream）
- 少女たちの決断 密着!! ハロー!プロジェクト 20周年オーディション（2017年11月13日・20日、AbemaTV） - ナレーション[144]
- アプカミ #99・#100・#101・#102「モーニング娘。20周年企画：道重さゆみインタビュー Vol.1 - Vol.4」（2017年12月29日・2018年1月12日・19日・26日、YouTube）[145]

### 映画
- 星砂の島、私の島〜ISLAND DREAMIN'〜（2004年2月21日） - 渡久地里 役
- 劇場版とっとこハム太郎はむはむぱらだいちゅ! ハム太郎とふしぎのオニの絵本塔（2004年、東宝） - しげハム（エコハムず） 役
- 闘え!!サイボーグしばた3（2005年9月28日） - 道重さゆみ 役

### Webアニメ
- 変形少女 #5 ありさ篇（2017年10月24日、DLE） - ありさ 役[146]

### 舞台・ミュージカル
- HELP!!熱っちぃ地球を冷ますんだっ。（2004年5月29日 - 6月13日、20公演、中野サンプラザ）
- リボンの騎士 ザ・ミュージカル（2006年8月1日 - 27日、40公演、新宿コマ劇場） - 淑女 役
- おじぎ30度 オン・ステージ（2008年2月27日 - 3月2日、シアターアプル） - 地井ルルカ 役
- スポニチ60周年記念「シンデレラ the ミュージカル」（2008年8月6日 - 25日、34公演、新宿コマ劇場） - 妖精 役[147]
- おじぎでシェイプアップ!（2009年6月7日 - 14日、ル テアトル銀座） - 地井ルルカ 役
- BS-TBS開局10周年企画『ファッショナブル』（2010年6月11日 - 20日、ル テアトル銀座 / 25日 - 27日、シアターBRAVA!） - 森成あんな 役

### ライブ・イベント

#### SAYUMINGLANDOLL
- SAYUMINGLANDOLL〜再生〜（2017年3月19日 - 7月4日、全51公演）[148]
  - 東京公演（3月19日 - 4月16日、コットンクラブ、34公演うちレイトショー9公演）
  - 大阪公演（5月17日 - 21日、STUDIO PARTITA、8公演うちレイトショー1公演）
  - 7月追加公演（東京）（7月4日 - 8日、コットンクラブ、9公演うちレイトショー3公演）
- SAYUMINGLANDOLL〜宿命〜（2018年3月20日 - 7月8日、全37公演）[149]
  - 3月公演（東京）（3月20日 - 25日、コットンクラブ、11公演うちレイトショー3公演）
  - 4月公演（東京）（4月13日 - 22日、コットンクラブ、16公演うちレイトショー4公演）
  - 7月公演（大阪）（7月3日 - 8日、STUDIO PARTITA、10公演うちレイトショー2公演）
- SAYUMINGLANDOLL〜東京〜（2018年10月16日 - 2019年3月22日、全46公演）[150]
  - 10月公演（東京）（10月16日 - 21日、コットンクラブ、10公演うちレイトショー3公演）
  - 大阪公演（11月13日 - 18日、STUDIO PARTITA、8公演）
  - 1月追加公演（東京）（1月11日 - 20日、コットンクラブ、17公演うちレイトショー4公演）
  - 3月再追加公演（東京）（3月17日 - 22日、コットンクラブ、11公演うちレイトショー2公演）
- SAYUMINGLANDOLL〜希望〜（2019年11月3日 - 2021年7月30日、全63公演）[151]
  - 11月公演（2019年11月3日 - 9日、コットンクラブ、12公演うちレイトショー3公演）
  - 1月公演（2020年1月11日 - 19日、コットンクラブ、15公演うちレイトショー4公演）
  - 4月公演（2020年4月4日 - 12日、コットンクラブ、15公演うちレイトショー5公演）
  - 7月公演（2021年7月16日 - 30日、コットンクラブ、11公演うちレイトショー10公演）
- SAYUMINGLANDOLL〜未来〜（2022年5月24日 - 2023年1月31日、全56公演）[152]
  - 5月公演（5月24日 - 6月1日、コットンクラブ、14公演）[注 4]
  - 8月公演（8月16日 - 23日、コットンクラブ、13公演）
  - 10月公演（10月4日 - 13日、コットンクラブ、15公演）
  - 2023年1月公演（1月24日 - 31日、コットンクラブ、14公演）
- SAYUMINGLANDOLL〜20th Anniversary Live Tour 2023〜（2023年7月22日、Zepp Shinjuku 2公演 / 8月25日、umeda TRAD / 8月26日、周南RISING HALL 2公演）[153]
- SAYUMINGLANDOLL〜大空〜（2023年11月14日 - 20日・2024年3月12日 - 17日、DDD AOYAMA CROSS THEATER / 2024年1月19日 - 21日、COTTON CLUB、全26公演）[154]
- SAYUMINGLANDOLL〜さゆと君と夏〜（2024年7月13日 - 8月26日、6都市12公演）[155]
- SAYUMINGLANDOLL〜よし!しゃべって、うたって、シール貼るぞ♡〜（2025年5月23日 - 25日、コットンクラブ、6公演）[156]
- 道重さゆみ LIVE TOUR 2025『SAYUMINGLANDOLL〜SAMSALA〜』（2025年7月13日 - 8月14日、6都市10公演）[157]

#### 合同ライブ・ゲスト出演
- モーニング娘。結成20周年記念イベント 〜21年目もがんばっていきまっしょい!〜（2017年9月14日、新木場 STUDIO COAST）[158][159] - 田中れいなとサプライズゲスト出演
- モーニング娘。誕生20周年記念コンサートツアー2017秋〜We are MORNING MUSUME。〜（2017年11月21日、日本武道館）[160] - 辻希美・高橋愛・田中れいなとサプライズゲスト出演
- Hello! Project 20th Anniversary!! Hello! Project ひなフェス 2018「モーニング娘。20th Anniversary!! プレミアム」（2018年3月31日、パシフィコ横浜 展示ホールA/B）[161] - ゲスト出演
- VIVA LA ROCK EXTRA 「ビバラポップ!」（2018年5月6日、さいたまスーパーアリーナ ）[162] - ゲスト出演
- Hello! Project 20th Anniversary!! Hello! Project 2018 SUMMER 〜ALL FOR ONE〜/〜ONE FOR ALL〜（2018年7月21日、日本特殊陶業市民会館 フォレストホール、昼夜2公演）[163] - 清水佐紀とゲスト出演
- 大名娛樂三十週年晚宴（2018年12月15日、 香港・九龍湾国際展貿中心） - 非公開
- Japan Expo Thailand 2019（2019年1月27日、 タイ・バンコク セントラルワールドプラザ）[164]
- Hello! Project 20th Anniversary!! Hello! Project 2019 WINTER 〜YOU & I〜/〜NEW AGE〜（2019年2月3日、福岡市民会館、昼夜2公演）[165] - 田中れいなとゲスト出演
- Hello! Project 20th Anniversary!! Hello! Project ひなフェス 2019「Hello! Project 20th Anniversary!! プレミアム」（2019年3月30日、幕張メッセ 国際展示場 1ホール）[166][167] - 新垣里沙・鞘師里保とゲスト出演
- VIVA LA ROCK EXTRA 「ビバラポップ! 2019」（2019年5月2日、さいたまスーパーアリーナ ）[162] - ゲスト出演
- M-line Special 2021〜Make a Wish!〜（2021年2月6日 - 12月25日、5都市19公演）
- Hello! Project 25th ANNIVERSARY CONCERT「ALL FOR ONE & ONE FOR ALL!」ACT I（2023年9月10日、国立代々木競技場 第一体育館）[168]
- モーニング娘。'23 コンサートツアー秋「Neverending Shine Show」SPECIAL（2023年11月28日、横浜アリーナ） - ゲスト出演
- 道重さゆみ×大森靖子 2マンライブ「ミッドナイト清純異性交遊LIVE」（2024年2月3日、Zepp DiverCity〈TOKYO〉）
- ヤバイTシャツ屋さん “BEST of the Tank-top” 47都道府県TOUR 2023-2024（2024年2月10日、Zepp Sapporo）

#### イベント
- 村上ショージ独演会 第38章 〜チャリティ スペシャルバージョン〜（2011年9月21日、ルミネtheよしもと） - 単独ゲスト
- MTV Video Music Awards Japan 2014（2014年6月14日、舞浜アンフィシアター） - MC
- 遊ぶ。暮らす。育てる。SATOYAMA & SATOUMIへ行こう 2018（2018年3月31日、パシフィコ横浜）[169]

#### ファンクラブイベント
- モーニング娘。6期メンバーファンクラブイベント（2013年4月30日、Zepp Tokyo）[170]
- 道重さゆみ・田中れいな 6期15周年おめでとうイベント（2018年7月30日、山野ホール、夕夜2公演）[171]

### ゲーム
- ドラゴンネスト（2011年8月、ハンゲーム） - ハロリ 役

### CM・広告活動
- ハンゲーム（NHN Japan(現・NHN PlayArt)） ドラゴンネスト「ステージ3秒前」編（2013年2月 - 3月）[172]
- DAMチャンネル（第一興商）月替わりMC（2014年1月）[173]
- OCNモバイルONE（NTTコミュニケーションズ）（2020年1月 - ）
- ミスタードーナツ（ダスキン）「桜が咲くドドーナツ 今年はもちっと」篇（2020年3月6日 - 4月9日）[174][175]
- ケロッグ「ポップコーン グラノラ」ウェブCM 気分が上がる朝食篇（2021年2月25日、YouTube）[176][177] - 高橋愛・田中れいなと共演

### 連載
- 「ハロプロ+愛（プラス ラブ）」〜道重さゆみ責任編集 私よりカワイイ娘っているの?!〜（2012年1月18日 - 2014年11月26日、東スポ芸能）[178]

## 書籍

### 写真集
- ハロハロ! モーニング娘。6期メンバー写真集 道重さゆみ・亀井絵里・田中れいな（2003年7月15日、角川書店、撮影：上牧佑） - ISBN 978-4-0489-4251-5
- 道重さゆみ 1st写真集『道重さゆみ』（2004年10月30日、ワニブックス、撮影：根本好伸） - ISBN 978-4-8470-2833-5（第2期モーニング娘。ソロ写真集シリーズ）
- 石川梨華・道重さゆみ写真集『エンジェルス』（2005年11月16日、ワニブックス、撮影：くぼたあきひと） - ISBN 978-4-8470-2895-3
- 道重さゆみ 2nd写真集『憧憬』（2007年1月15日、ワニブックス、撮影：橋本雅司） - ISBN 978-4-8470-2987-5
- 17〜ラブハロ!道重さゆみ3rd写真集〜（2007年6月29日、角川グループパブリッシング、撮影：上野勇） - ISBN 978-4048944953
- 道重さゆみ4th写真集『蒼蒼〜そうそう〜』（2007年12月15日、ワニブックス、撮影：橋本雅司） - ISBN 978-4-8470-4055-9
- 道重さゆみ5th写真集『LOVE LETTER』（2008年9月25日、ワニブックス、撮影：西條彰仁） - ISBN 978-4-8470-4121-1
- 道重さゆみ6th写真集『20歳7月13日』（2009年7月13日、ワニブックス、撮影：アライテツヤ） - ISBN 978-4-8470-4183-9
- 道重さゆみ7th写真集『La』（2010年4月26日、ワニブックス、撮影：橋本雅司） - ISBN 978-4-8470-4269-0
- 亀井絵里 卒業記念 ハロハロ! 〜Memories〜 モーニング娘。亀井絵里・道重さゆみ・田中れいな写真集（2010年11月12日、角川グループパブリッシング、撮影：武安弘毅） - ISBN 978-4-0489-5416-7
- 道重さゆみ8th写真集『Sayuminglandoll』（2011年10月27日、ワニブックス、撮影：飯田かずな） - ISBN 978-4-8470-4398-7[10]
- 道重さゆみ9th写真集『美ルフィーユ』（2013年1月27日、ワニブックス、撮影：西田幸樹） - ISBN 978-4-8470-4525-7[14]
- 道重さゆみ10th写真集『Blue Rose』（2013年10月27日、ワニブックス、撮影：西田幸樹） - ISBN 978-4-8470-4590-5
- 道重さゆみモーニング娘。'14ラスト写真集『YOUR LOVE』（2014年10月26日、ワニブックス、撮影：西田幸樹） - ISBN 978-4-8470-4689-6[179]
- 愛しのパリ猫 -おしゃれでかわいいパリの猫カフェで癒される!-（2017年4月17日、オデッセー出版、撮影：Masa Tanaka、解説：道重さゆみ） - ISBN 978-4-8470-9499-6[180]
- 愛しのパリ猫2 〜猫とセーラと私〜（2018年4月13日〈会場先行販売〉・16日〈一般発売〉、オデッセー出版 / ワニブックス、撮影：Masa Tanaka） - ISBN 978-4-8470-8111-8[181][182]
- 道重さゆみ写真集『DREAM』（2018年7月13日、ワニブックス、撮影：西田幸樹、Yui Fujii） - ISBN 978-4-8470-8134-7[45]

### パーソナルブック
- 道重さゆみパーソナルブック『Sayu』（2014年7月13日、ワニブックス） - ISBN 978-4-8470-4665-0[25][183]
- 道重さゆみパーソナルブック『SAYU〜LOVE30〜』（2019年7月13日、ワニブックス） - ISBN 978-4-8470-8220-7[184]

### 雑誌
- 『美人百花』（角川春樹事務所） - モデル（2019年11月号 - 2025年8月号、うち2020年10月号で表紙を担当、2021年3月号・8月号・2022年6月号・10月号で単独表紙を担当。道重の卒業した次の号である2025年9月号をもって休刊[185]）[186]

## 所属ユニット
- モーニング娘。（2003年 - 2014年）
  - モーニング娘。おとめ組（2003年 - 2004年）
  - モーニング娘。ロッキーズ（2012年）[注 5]
- 企画ユニット
  - エコモニ。（2004年 - 2007年）
    - あややムwithエコハムず
- シャッフルユニット
  - H.P.オールスターズ（2004年）
  - 続・美勇伝（2009年 - 2014年）
  - ハロー!プロジェクト モベキマス（2011年）

その他
- メトロラビッツH.P.